# Macrotera crassa
Macrotera crassa là một loài Hymenoptera trong họ Andrenidae. Loài này được Timberlake mô tả khoa học năm 1958.